# 南長野公園通り

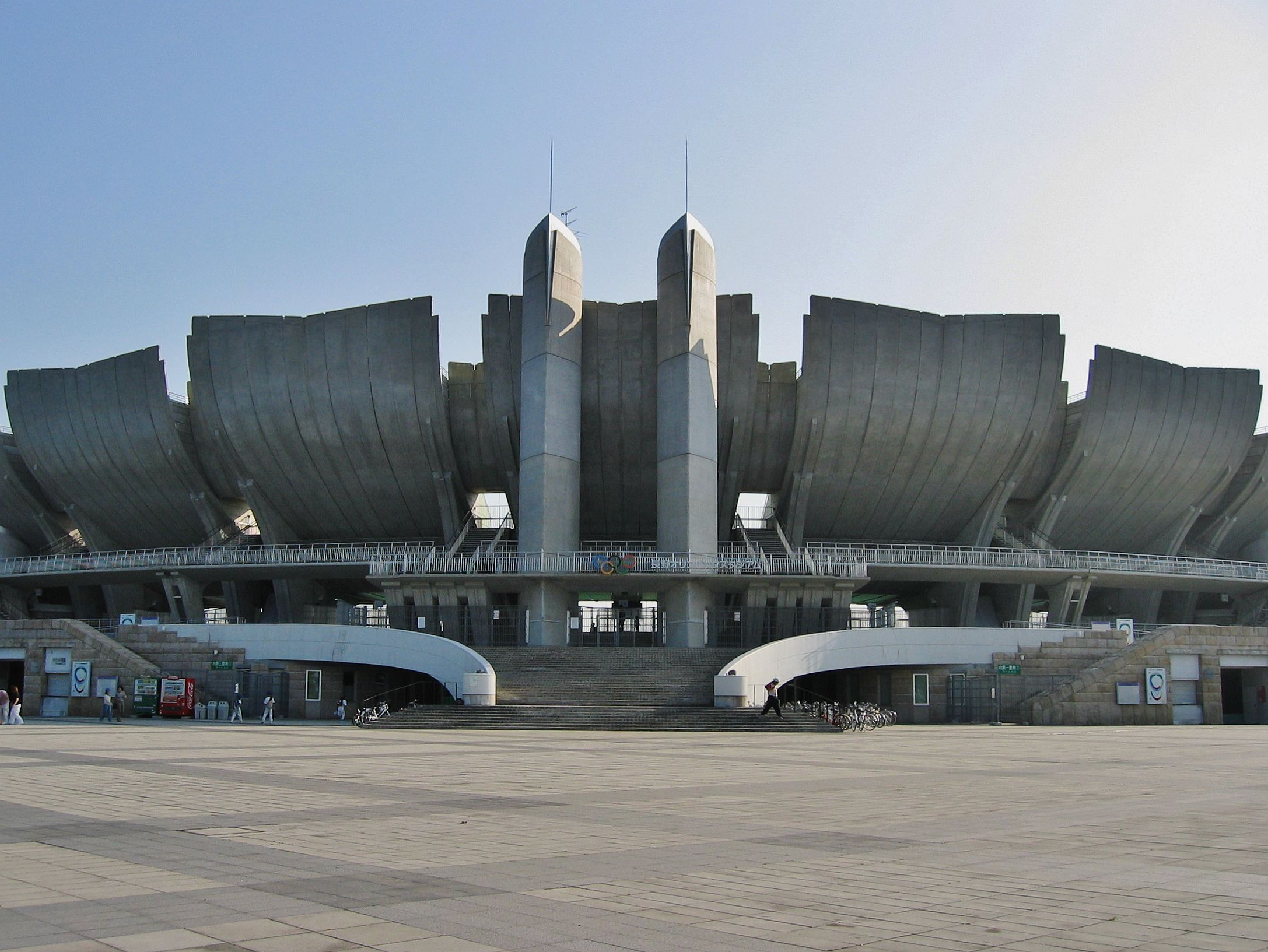
沿道にある長野五輪開閉会式場・長野オリンピックスタジアム

南長野公園通り（みなみながのこうえんどおり）は、長野県長野市の南長野運動公園交差点（国道18号交点）から赤川交差点（長野県道35号長野真田線交点）に至る道路の通称。全線が都市計画道路五明西寺尾線（長野市道川中島314号線）である。
沿道には長野オリンピック開閉会式場「長野オリンピックスタジアム」を中心とした南長野運動公園がある。

## 概要
1998年（平成10年）の長野オリンピック開催に伴い整備された、上信越自動車道長野IC・松代町方面と川中島町・篠ノ井方面を短絡する全線4車線の道路である。
水沢上庭土地区画整理事業地内を貫いており、開通当初は沿道の建物は少なかったが、区画整理の進行に伴い店舗・住宅が順次増えている。特に2012年（平成24年）〜2013年（平成25年）にかけては、ジョーシン・ホームセンタームサシ・はま寿司・ユニクロ・Aコープなどが続々と開店し、新たなショッピングタウンとして生まれ変わりつつある。

### 路線データ
- 起点：長野県長野市川中島町御厨（南長野運動公園交差点＝国道18号交点）
- 終点：長野県長野市篠ノ井西寺尾（赤川交差点＝長野県道35号長野真田線交点）
- 幅員：25m（車道4車線・両側歩道）

## 交差・接続する道路
↑ 長野県道86号戸隠篠ノ井線
- 南長野運動公園交差点（長野市川中島町御厨）
  - 国道18号（篠ノ井バイパス）
- 赤川交差点（長野市篠ノ井西寺尾）
  - 長野県道35号長野真田線

## 沿道
- 綿半ホームエイド 川中島店
- ココス 篠ノ井バイパス店
- ガスト 篠ノ井バイパス店
- ピッツェリア 長野篠ノ井バイパス店
- 本久デイツー 篠ノ井バイパス店
- 南長野運動公園
  - 長野オリンピックスタジアム
  - 南長野運動公園総合球技場
- はま寿司 長野篠ノ井店
- ジョーシン 長野インター店
- ホームセンタームサシ 長野南店
- ユニクロ 長野南店
- Aコープ ファーマーズ南長野店
- 文具スーパー事務キチ 南長野店
- 松操山典厩寺
- おぎのや 長野店